# Sérgio Luzzatto
Sergio Luzzatto (Roma, 2 de setembro de 1963) é um historiador, jornalista e apresentador de televisão italiano.

## Biografia
Sergio Luzzatto lecionou história moderna na Universidade de Turim até 2023, quando se mudou para o setor científico-disciplinar da história contemporânea Graduou-se na Universidade de Pisa como aluno da Scuola Normale, completou seus estudos de doutorado na Escola Superior de Estudos Históricos de San Marino e obteve um doutorado na École des hautes études en sciences sociales em Paris. Foi também professor na Universidade de Gênova e na Universidade de Macerata e professor visitante no Instituto de Pós-Graduação de Estudos Internacionais e de Desenvolvimento em Genebra e na École normale supérieure em Paris. Estudioso da Revolução Francesa, tratou também da história italiana entre os séculos XIX e XX, focalizando em particular a questão do revisionismo em matéria de luta partidária, e é autor de uma monografia, não celebratória, sobre Padre Pio, intitulada Padre Pio. Milagres e Política na Itália do Século XX, que lhe custou um processo na Justiça por "desrespeito aos testemunhos coletados no Vaticano pela Congregação para as Causas dos Santos" mas cuja tradução para os EUA lhe rendeu o Prêmio Cundill em 2011. Outras obras suas foram traduzidas para o francês, alemão, japonês.
De 2002 a 2004 ele apresentou o histórico programa de televisão Altra Storia, que foi ao ar muito tarde nas noites de sábado no LA7.
Em 6 de fevereiro de 2007, ele revisou o ensaio Pasque di Sangue de Ariel Toaff no Corriere della Sera e "esteve envolvido, durante os dias seguintes, na feroz controvérsia desencadeada contra Ariel Toaff tanto pelo lado judeu ligado à União das Comunidades Judaicas Italianas, quanto por nossos colegas italianos ou estrangeiros, pela guilda universitária de historiadores".
Em 2010, seu ensaio Bonbon Robespierre ganhou a décima terceira edição do prêmio literário Cidade de Bari na seção de não-ficção.
Em 16 de abril de 2013, no dia do lançamento de seu livro Partigia nas livrarias, "o grupo editorial l'Espresso - La Repubblica lançou uma campanha de descrédito contra o volume comparável ao que havia reservado anos antes para a Páscoa de Sangue de Toaff".
Ele escreveu extensivamente para o Corriere della Sera, após o que ele começou a colaborar no suplemento dominical de Il Sole 24 Ore.

## Publicações
- Il Terrore ricordato. Memoria e tradizione dell'esperienza rivoluzionaria, Genova, Marietti, 1988, ISBN 88-211-6601-5; Nuova ed. ampliata, Collana Biblioteca n.89, Torino, Einaudi, 2000, ISBN 88-06-15386-2.
- La «Marsigliese» stonata. La sinistra francese e il problema storico della guerra giusta, 1848-1948, Bari, Dedalo, 1992, ISBN 88-220-6139-X.
- L'autunno della Rivoluzione. Lotta e cultura politica nella Francia del Termidoro, Torino, Einaudi, 1994, ISBN 88-06-13528-7.
- Il mondo capovolto. Scene della Rivoluzione francese, Trieste, Einaudi Ragazzi, 1994, ISBN 88-7926-136-3.
- Il corpo del duce. Un cadavere tra immaginazione, storia e memoria, Torino, Einaudi, 1998, ISBN 88-06-14170-8; 2011. ISBN 978-88-06-20988-9.
- La strada per Addis Abeba. Lettere di un camionista dall'Impero (1936-41), Torino, Paravia Scriptorium, 2000, ISBN 88-395-6226-5.
- La mummia della repubblica. Storia di Mazzini imbalsamato, 1872-1946, Milano, Rizzoli, 2001, ISBN 88-17-86759-4; Torino, Einaudi, 2011. ISBN 978-88-06-20664-2.
- L'immagine del duce. Mussolini nelle fotografie dell'Istituto Luce, Roma, Editori Riuniti, 2001, ISBN 88-359-5027-9.
- Dizionario del fascismo, a cura di e con Victoria de Grazia, 2 voll., Torino, Einaudi, 2002-2003, ISBN 88-06-15385-4, ISBN 88-06-16511-9.
- La crisi dell'antifascismo, Torino, Einaudi, 2004, ISBN 88-06-17049-X.
- Ombre rosse. Il romanzo della Rivoluzione francese nell'Ottocento, Collana Saggi n.607, Bologna, Il Mulino, 2004, ISBN 88-15-09622-1.
- La storia. L'impronta dell'umanità, con Alessandro Barbero, Chiara Frugoni e Carla Sclarandis, 3 voll., Bologna, Zanichelli, 2007, ISBN 978-88-08-08870-3, ISBN 978-88-08-04613-0, ISBN 978-88-08-04615-4.
- Padre Pio. Miracoli e politica nell'Italia del Novecento, Torino, Einaudi, 2007, ISBN 978-88-06-18571-8.
- Sangue d'Italia. Interventi sulla storia del Novecento, Roma, Manifestolibri, 2008, ISBN 978-88-7285-546-1.
- Bonbon Robespierre. Il Terrore dal volto umano, Torino, Einaudi, 2009, ISBN 978-88-06-19964-7.
- I popoli felici non hanno storia. Interventi sul nostro passato, Roma, Manifestolibri, 2009, ISBN 978-88-7285-562-1.
- Atlante della letteratura italiana, a cura di e con Gabriele Pedullà, 3 voll., Torino, Einaudi, 2010, ISBN 978-88-06-18525-1.
- Prima lezione di metodo storico, Roma-Bari, Laterza, 2010, ISBN 978-88-420-9220-9.
- Il crocifisso di Stato, Torino, Einaudi, 2011, ISBN 978-88-06-20727-4.
- Presente storico. Nuovi interventi, Roma, Manifestolibri, 2012, ISBN 978-88-7285-717-5.
- Partigia. Una storia della Resistenza, Collezione Le Scie, Milano, Mondadori, 2013. ISBN 978-88-04-62939-9.
- Storia comune. Nuovi interventi, Roma, Manifestolibri, 2014, ISBN 978-88-728-5781-6.
- Dalle storie alla storia, vol. 1, con Guillaume Alonge, Bologna, Zanichelli, 2016, ISBN 978-88-08-821171.
- Dalle storie alla storia, vol. 2, con Guillaume Alonge, Bologna, Zanichelli, 2016, ISBN 978-88-08-837530.
- Dalle storie alla storia, vol. 3, con Guillaume Alonge, Bologna, Zanichelli, 2016, ISBN 978-88-08-437532.
- Primo Levi's Resistance: Rebels and Collaborators in Occupied Italy, 2016, ISBN 978-08-05-099553.
- Una febbre del mondo. Mille anni di storia in quindici vite, Collana SuperET, Torino, Einaudi, 2016, ISBN 978-88-062-3091-3.
- I bambini di Moshe. Gli orfani della Shoah e la nascita di Israele, Collana Storia, Torino, Einaudi, 2018, ISBN 978-88-062-2606-0.
- Max Fox o le relazioni pericolose, Collana Frontiere, Torino, Einaudi, 2019, ISBN 978-88-061-9994-4.
- Un popolo come gli altri. Gli ebrei, l'eccezione, la storia, Collana Saggine, Roma, Donzelli, 2019, ISBN 886-84-393-95.
- Giù in mezzo agli uomini. Vita e morte di Guido Rossa, Collana Gli struzzi n.3, Torino, Einaudi, 2021, ISBN 978-88-062-5026-3.
- Dolore e furore. Una storia delle Brigate Rosse, Collana Storia, Torino, Einaudi, 2023, ISBN 978-88-062-5674-6.Referências

1. ↑  «Ricerca avanzata per docenti - Cerca Università». cercauniversita.mur.gov.it. Consultado em 22 de maio de 2024
2. 1 2 3 4 5  Sergio Luzzatto, Un popolo come gli altri. Gli ebrei, l'eccezione, la storia, Donzelli, Roma, 2019
3. ↑  «Sergio Luzzatto | Rosaria Carpinelli Consulenze Editoriali». web.archive.org. 6 de março de 2019. Consultado em 22 de maio de 2024